# Свидание вслепую (фильм, 1987)
«Свидание вслепую» (англ. Blind Date) — американская кинокомедия 1987 года режиссёра Блейка Эдвардса.

## Сюжет
Уолтер Дэвис, трудоголик, не находящий времени на личную жизнь, должен прийти на банкет с важным партнером из Японии вместе со спутницей. Уолтер хочет выдать за свою спутницу жену брата Тед. Тед с женой отказываются и предлагают взять в компанию Надю, кузину жены. Уолтера предупреждают, что Наде нельзя пить ни капли алкоголя, так как выпивка коренным образом меняет её поведение, но Уолтер не придаёт этому должного значения.
Надя оказывается красивой женщиной, Уолтер ей нравится, они приятно проводят время, если не считать появления Дэвида, бывшего ухажёра Нади, который постоянно её преследует. Но всё выходит из-под контроля, как только Надя выпивает шампанское. Она молниеносно теряет контроль над собой и становится причиной скандалов на корпоративном банкете (обхамила официанта, рассорила бабника с его спутницей, инициировала развод японского магната с женой), из-за которого Уолтер теряет работу, и ещё нескольких ссор и драк. 
Когда Надя через какое-то время приходит в себя, разозлённый Уолтер уже назло ей продолжает куролесить сам. Вдобавок Дэвид продолжает преследовать пару. Результатом вечера становятся побитый Дэвид и разбитая машина Уолтера. Сам Уолтер оказывается в полиции с набором серьёзных обвинений.
Надя требует от Дэвида спасти Уолтера от тюрьмы (Дэвид — адвокат, а Уолтер отказался от защитника на предстоящем суде), обещая за это вернуться к Дэвиду. Надя говорит, что согласна будет в браке заниматься с ним сексом без поцелуев и иного проявления чувств. Суд над Уолтером заканчивается, едва начавшись. Дэвид появляется в самом начале заседания, не слушая протестующие возгласы Уолтера, объявляет себя его адвокатом и беседует с судьёй. Из разговора Дэвида и судьи зритель узнаёт, что судья — отец Дэвида, причём таким сыном он вовсе не гордится. Дэвид предлагает судье снять все обвинения с Уолтера, за это обещая сразу после свадьбы с Надей уехать из города и больше на показываться на глаза родителям. Судья принимает предложение сына, Уолтера освобождают.
Уолтер пытается вновь встретиться с Надей, но та готовится к свадьбе с Дэвидом, проживая в особняке его родителей. Мать Дэвида шокирована выбором Нади: она ей нравится и непонятно, как Надя могла связаться с их непутевым сыном. Тогда Уолтер в виде подарка передаёт Наде перед самой свадьбой огромную коробку конфет, накачанных спиртным. Надя, обожающая шоколад, съедает всю коробку, венчание задерживается. В последний момент появляется Уолтер; Надя и Уолтер с разных сторон прыгают в бассейн перед домом и, встретившись под водой, целуются. Мать Дэвида очень довольна этим фактом. Священник падает в бассейн и венчает Уолтера и Надю. 
Фильм заканчивается кадрами с медового месяца героев: сидя на пляже, Уолтер демонстрирует Наде игру на гитаре (ранее Уолтер отказался от карьеры музыканта).

## В ролях
| Актёр            | Роль                  |
| ---------------- | --------------------- |
| Ким Бейсингер    | Надя Гейтс            |
| Брюс Уиллис      | Уолтер Дэвис          |
| Джон Ларрокетт   | Дэвид Бедфорд         |
| Фил Хартман      | Тед                   |
| Уильям Дэниелс   | судья Харольд Бедфорд |
| Марк Блам        | Дэнни Гордон          |
| Элис Хирсон      | Мюриэл Бедфорд        |
| Стэнли Джордан   | камео                 |
| Джойс Ван Паттен | мама Нади             |